# Fitzroy (rzeka w Queenslandzie)
Fitzroy – rzeka we wschodniej części Australii, w stanie Queensland o długości 480 km oraz powierzchni dorzecza 142 000 km².
Rzeka ta powstaje z połączenia rzek Mackenzie oraz Dawson w obrębie Wielkich Gór Wododziałowych. Rzeka Fitzroy uchodzi do Morza Koralowego.
Większe miasto nad rzeką to Rockhampton.